# Haruki Saruta
Haruki Saruta (japanisch 猿田 遥己 Saruta Haruki; * 23. April 1999 in Tokio, Präfektur Tokio) ist ein japanischer Fußballspieler.

## Karriere

### Verein
Saruta erlernte das Fußballspielen in der Jugendmannschaften vom Yokogawa Musashino FC und Kashiwa Reysol. Bei Kashiwa unterschrieb der Torwart 2018 auch seinen ersten Profivertrag. Der Verein aus Kashiwa spielte in der höchsten Liga des Landes, der J1 League. Am Ende der Saison 2018 stieg der Verein in die zweite Liga ab. Von August 2019 bis Saisonende wurde er an den Ligakonkurrenten Kagoshima United FC nach Kagoshima ausgeliehen. 2020 lieh ihn Gamba Osaka aus. Hier spielte er zweimal in der U23-Mannschaft, die in der  dritten Liga spielte. Die Saison 2021 wurde er nach Yokohama an den Erstligisten Yokohama FC ausgeliehen. Am Ende der Saison 2021 belegte er mit dem Verein den letzten Tabellenplatz und musste somit in die zweite Liga absteigen. Nach der Ausleihe kehrte er Ende Januar 2022 zu Kashiwa Reysol zurück.